# بلايريو الحادية عشر
بلايريو الحادية عشر (بالفرنسية: Blériot XI)‏ هي الطائرة التي استخدمها لويس بلايريو في 25 يوليو 1909 في أول رحلة عبور جوي لبحر المانش بطائرة أثقل من الهواء. هذا الإنجاز يُعتبر من أهم الإنجازات في تاريخ الطيران.

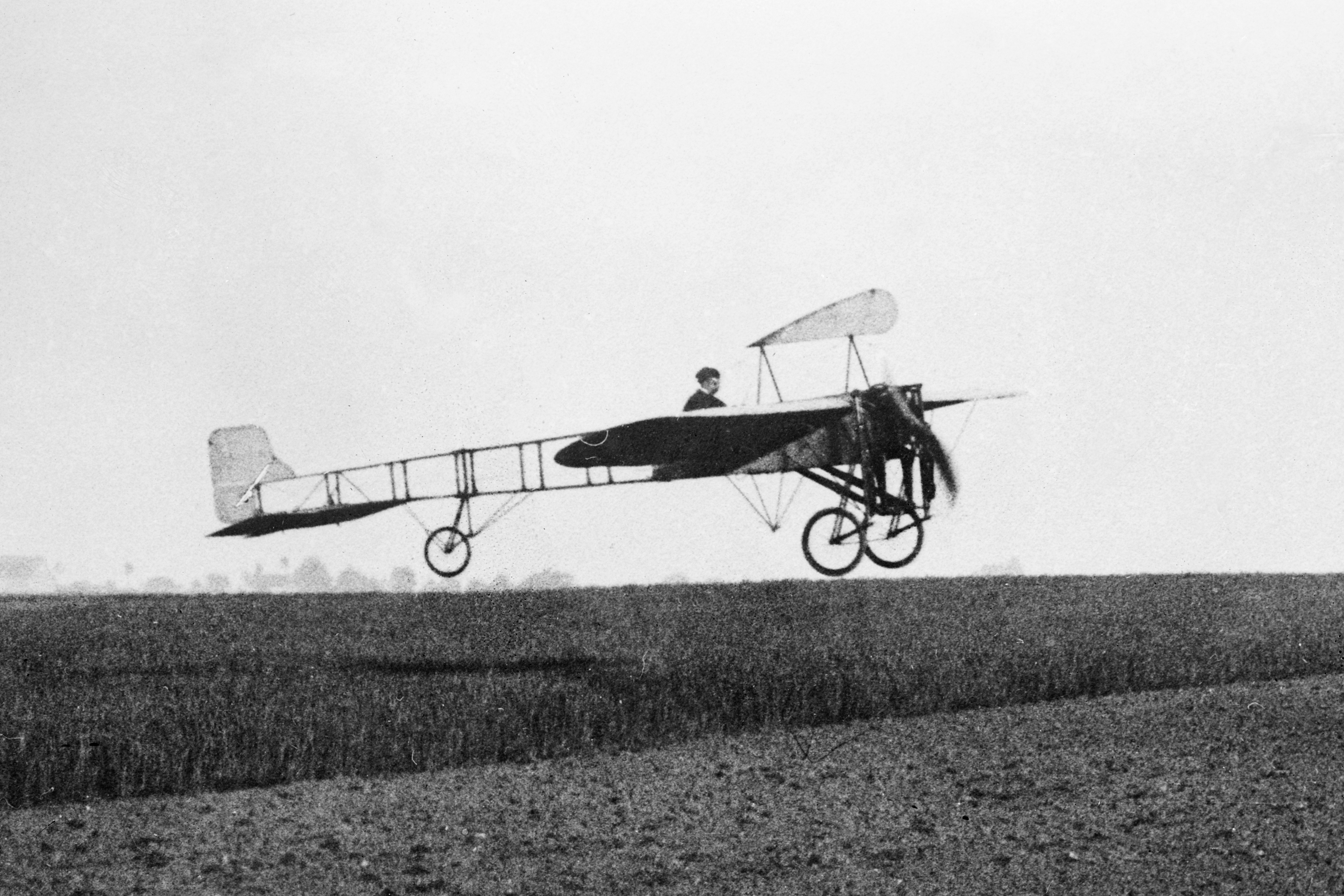
أول طائرة من نوع بلايريو الحادية عشر في بدايات عام 1909